# Ossaea brachystachya
Ossaea brachystachya är en tvåhjärtbladig växtart som beskrevs av Charles Victor Naudin. Ossaea brachystachya ingår i släktet Ossaea och familjen Melastomataceae.
Artens utbredningsområde är Jamaica. Inga underarter finns listade i Catalogue of Life.